# Emil Lindgren
Pour les articles homonymes, voir Lindgren.
Emil Lindgren (né le 4 mai 1985) est un coureur cycliste suédois. Spécialisé en VTT, il est notamment médaillé d'argent du championnat du monde de cross-country eliminator en 2014 et champion d'Europe du relais mixte en 2009.

## Palmarès en VTT

### Jeux olympiques
- Pékin 2008
  - 38e du cross-country

### Coupe du monde
- Coupe du monde de cross-country
  - 2021 : 88e du classement général

### Championnats du monde
- Canberra 2009
  - 4e du relais mixte
- Champéry 2011
  - 8e du relais mixte
- Saalfelden 2012
  - 6e du relais mixte
- Lillehammer-Hafjell 2014
  -  Médaillé d'argent du cross-country eliminator

### Championnats d'Europe
- 2005
  -  Médaillé de bronze du relais mixte
- 2006
  -  Médaillé de bronze du relais mixte
- 2008
  -  Médaillé de bronze du relais mixte
- 2009
  -  Champion d'Europe du relais mixte

### Championnats nationaux
- Champion de Suède de cross-country en 2011, 2012, 2014, 2017, 2018 et 2020
- Champion de Suède de marathon en 2016

## Palmarès en cyclo-cross
- Champion de Suède de cyclo-cross en 2010 et 2020